# Eduard von Kehler
Eduard Gustav Karl Wilhelm von Kehler (* 19. Januar 1843 in Saarbrücken; † 3. Juni 1910 in Berlin) war ein preußischer Generalleutnant.

## Leben

### Herkunft
Er war ein Sohn von Eduard von Kehler (1799–1858) und dessen Ehefrau Henriette, geborene von Schöning (1821–1878) aus dem Hause Lübtow-Klemmen. Sein Vater war Oberst a. D. und zuletzt Kommandeur des 1. Dragoner-Regiments. Der spätere preußische Generalleutnant Richard von Kehler (1846–1913) war sein Bruder.

### Militärlaufbahn
Mit dem Charakter als Portepeefähnrich trat Kehler am 25. April 1861 aus dem Kadettenkorps kommend in das in Graudenz stationierte 8. Ostpreußische Infanterie-Regiment Nr. 45 ein. Schon am 23. Juli wurde er in das 6. Pommersche Infanterie-Regiment Nr. 49 nach Stargard versetzt. Dort erhielt er am 8. Dezember das Patent zu seinem Dienstgrad und wurde am 11. November 1862 zum Sekondeleutnant befördert. Seit 11. Mai 1866 Adjutant des Füsilier-Bataillons, nahm Kehler im gleichen Jahr während des Krieges gegen Österreich an der Schlacht bei Königgrätz teil und wurde dafür mit dem Kronenorden IV. Klasse mit Schwertern ausgezeichnet. Bataillonsadjutant blieb er bis zum 23. Juli 1870 und wurde am 2. September 1870 zum Premierleutnant befördert. 
Im Krieg gegen Frankreich nahm Kehler 1870/71 an der Einschließung von Metz, der Belagerung von Paris, den Schlachten bei Gravelotte-St. Privat, Villiers, sowie Gefechten am Mont Mesly, Champigny (Eisernes Kreuz II. Klasse), Frasnes und zwischen Pontarlier und La Cluse teil. Bei der Schlacht von Villiers wurde er durch einen Gewehrschuss am Unterschenkel leicht verwundet. Vom 24. Oktober 1870 bis zum 14. August 1873 war er Führer einer Kompanie beim mobilen Regiment während der Okkupation. 
Mit seiner Beförderung zum Hauptmann wurde Kehler am 11. März 1875 zum Kompaniechef ernannt. In gleicher Funktion wurde er am 13. März 1884 mit einem Patent vom 12. Mai 1873 in das Oldenburgische Infanterie-Regiment Nr. 91 versetzt. Dort wurde er am 14. März 1885 zum überzähligen Major befördert. In das 2. Hanseatische Infanterie-Regiment Nr. 76 versetzt und zum Bataillonskommandeur in Lübeck ernannt wurde er am 22. Januar 1887. Nachdem Kehler am 18. November 1890 zum Oberstleutnant befördert wurde, wurde er am 15. Dezember als etatmäßiger Stabsoffizier in das 1. Hessische Infanterie-Regiment Nr. 81 nach Frankfurt am Main versetzt. Unter seiner Beförderung zum Oberst folgte am 17. Juni 1893 die Ernennung zum Regimentskommandeur.
Mit seiner Beförderung zum Generalmajor am 22. März 1897 wurde Kehler zum Kommandeur der zum 1. April neu errichteten 84. Infanterie-Brigade im badischen Lahr ernannt. Am 22. März 1900 wurde Kehler in Genehmigung seines Abschiedsgesuches mit der gesetzlichen Pension unter Verleihung des Charakters als Generalleutnant zur Disposition gestellt. Anlässlich seiner Verabschiedung verlieh ihm der Großherzog von Baden das Kommandeurskreuz I. Klasse des Ordens vom Zähringer Löwen.

### Familie

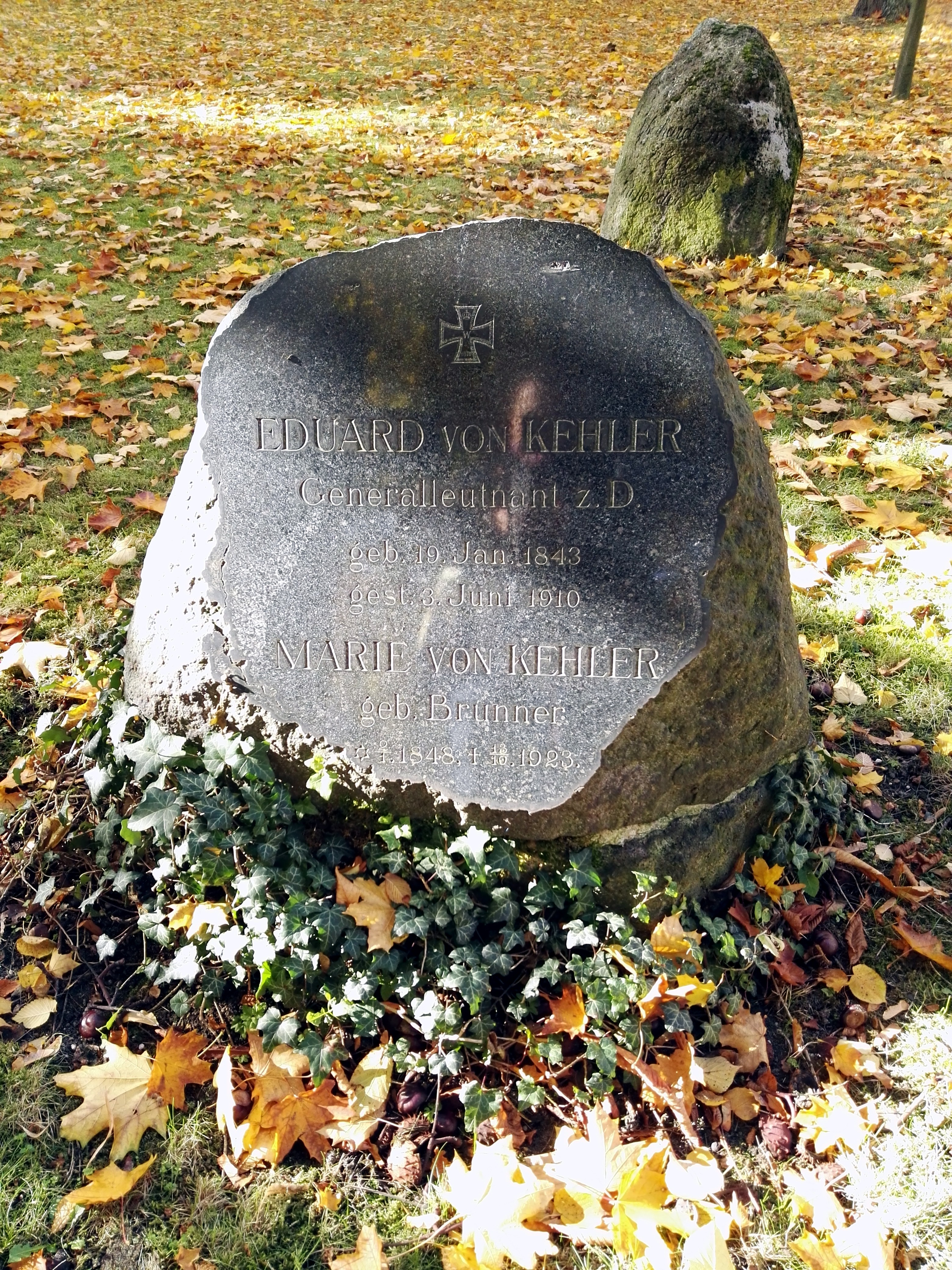
Grabstätte

Kehler hatte sich am 2. Juni 1870 in Gnesen mit Marie Brunner (1848–1923) verheiratet. Aus der Ehe gingen folgende Kinder hervor:
- Alice (* 1873) ⚭ 1899 Adolf Peyer, preußischer Major
- Hermann (* 1877), preußischer Hauptmann a. D., Herr auf Klein-Wehnendorf[4] ⚭ 1903 Herma Fellmann, verwitwete Maager (* 1868)

Er wurde auf dem Alten Garnisonfriedhof in Berlin beigesetzt.

## Auszeichnungen
- Roter Adlerorden II. Klasse mit Eichenlaub[6]
- Kronenorden II. Klasse mit Stern mit Schwertern am Ringe[6]
- Ehrenritterkreuz I. Klasse des Oldenburgischen Haus- und Verdienstordens des Herzogs Peter Friedrich Ludwig[6]
- Ritterkreuz I. Klasse des Verdienstordens Philipp des Großmütigen mit Schwertern und Krone[6]